# Josef Bachlechner der Ältere
Josef Bachlechner der Ältere (* 28. Oktober 1871 in Bruneck; † 17. Oktober 1923 in Hall in Tirol) war ein österreichischer Bildhauer.

## Leben

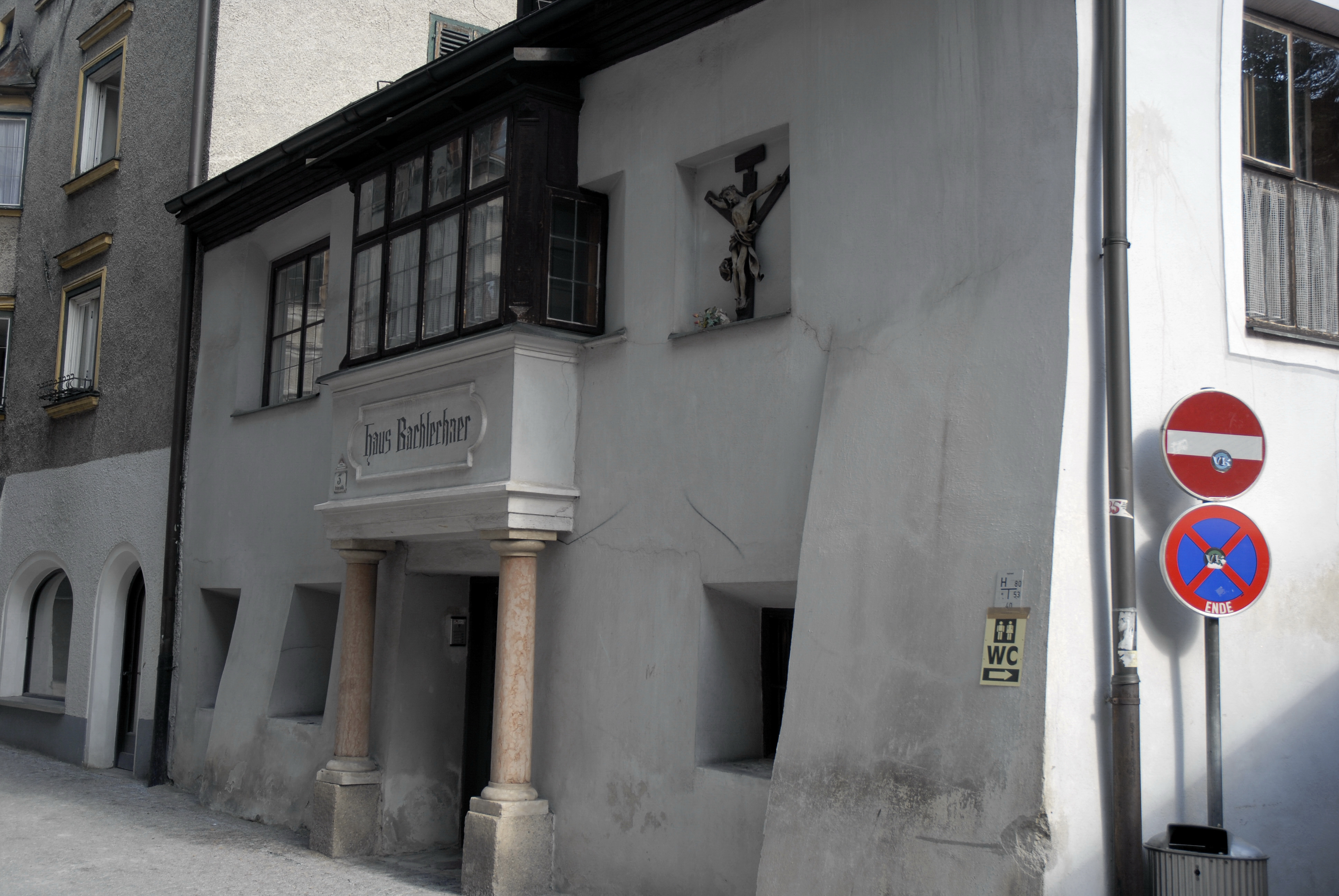
Das „Bachlechner-Haus“, Wohnung und Werkstatt Josef Bachlechners in der Krippgasse in Hall

Josef Bachlechner wurde als Sohn eines Gerbermeisters in Bruneck geboren. Nach einer Schnitzerlehre in Gröden und dem Besuch der Fachschule für Holzschnitzerei in Bozen bei Franz Haider arbeitete Bachlechner beim Kunsttischler und Altarbauer Barth in Brixen und ab 1888 beim Bildhauer Josef Diechtl (1852–1934) in Hall in Tirol. Anschließend studierte er in Rom und ab 1896 an der Akademie der Bildenden Künste München bei Syrius Eberle.
Um 1910 ließ er sich dauerhaft in Hall nieder, wo er eine große Werkstatt mit zahlreichen Mitarbeitern und Schülern betrieb. Zu seinen Schülern zählte unter anderem Peter Sellemond. Bachlechner war mit dem als Reimmichl bekannten, in Heiligkreuz bei Hall tätigen Sebastian Rieger befreundet. 1916 heiratete er Klara Dobin, das Paar hatte drei Söhne und zwei Töchter. Einer der Söhne, Josef Bachlechner der Jüngere, wurde ebenfalls ein bekannter Bildhauer.
Bachlechner schuf hauptsächlich religiöse Werke im neugotischen Stil, wobei er von der Beuroner Kunstschule beeinflusst wurde und sich insbesondere am Schnitzstil Michael Pachers orientierte. Bekannt wurde er vor allem durch seine Krippenbaukunst.

## Ehrungen
1923 erhielt Bachlechner von Papst Pius XI. das Ritterkreuz des Gregoriusordens verliehen. In Bruneck, Hall und im Innsbrucker Stadtteil Höttinger Au wurden Straßen nach ihm benannt. Eine Grundschule in seiner Geburtsstadt Bruneck trägt ebenfalls seinen Namen.

## Werke

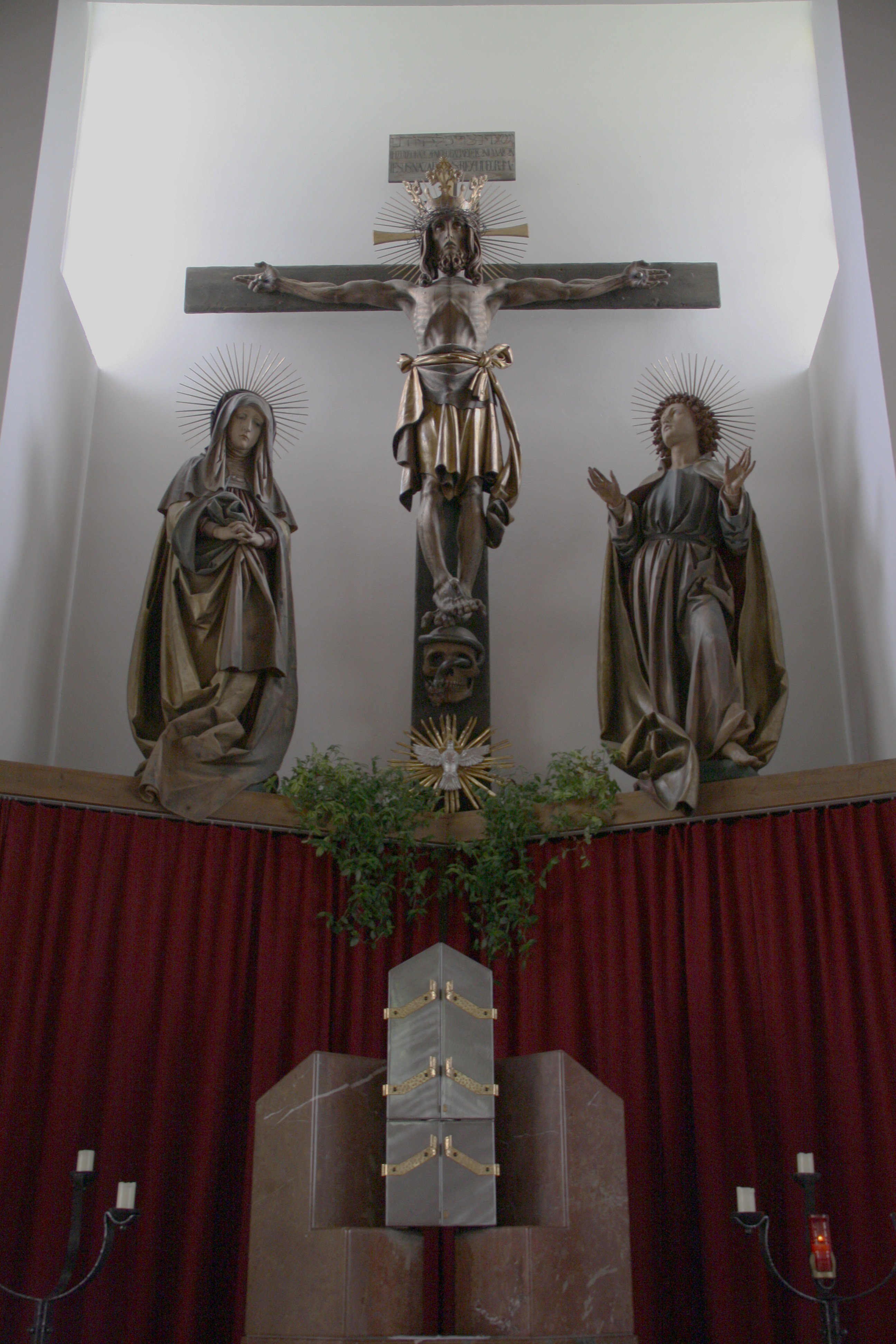
Kreuzigungsgruppe, Pfarrkirche Navis, 1912/13

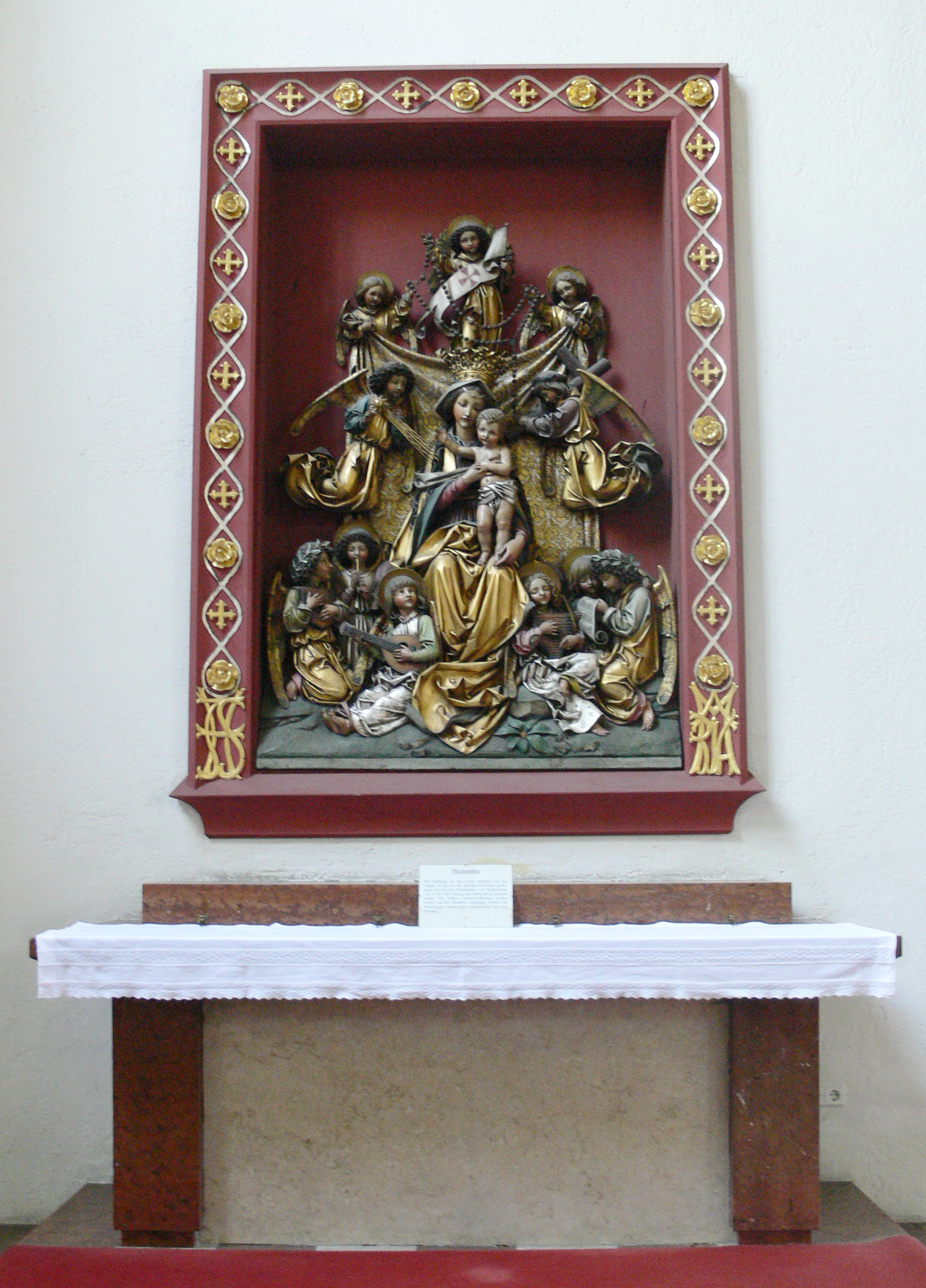
Relief des Marienaltars in der Pfarrkirche Salzburg-St. Andrä

- Mittelfigur Mondsichelmadonna am Hochaltar der Pfarrkirche Sankt Koloman bei Hallein
- Flügelreliefs des Josefsaltars (1896), Herz-Jesu-Altar (1906), Hl.-Geist-Altar (1910), Kanzel (1923), Kreuzwegstationen, Pfarrkirche St. Nikolaus, Innsbruck[4]
- Gotisiertes Kruzifix in der Hauskapelle der Barmherzigen Schwestern in Innsbruck-Saggen
- Neugotischer Flügelaltar, Seitenaltar und Kanzel mit Schnitzreliefs aus 1900 bis 1909 in der Pfarrkirche Mariä Opferung in Hochgallmigg in Fließ
- Prozessionsfiguren Maria Immaculata und Schutzengel aus 1910, Reliefs von 1915–1920 am Hochaltar der Pfarrkirche hl. Bartholomäus zu Grafendorf in Gaimberg
- Figur Maria vom Siege aus 1911 am Hochaltar der Pfarrkirche Hll. Leonhard und Lambert in Gerlos
- Relieffiguren von Anderl von Rinn und Ursula Pöck, Museum Schloss Bruck, Lienz 1912
- Zwei Engel aus dem Anfang des 20. Jahrhunderts in der Waldaufkapelle der Stadtpfarrkirche hl. Nikolaus in Hall in Tirol
- Relief Hl. Antonius und musizierende Engel, 1917 am linken Seitenaltar der Franziskanerkirche in Hall in Tirol
- Kruzifix und Holzfigur in der Thurnfeldkirche des Salesianerinnenklosters in Hall in Tirol
- Figuren Maria mit Kind, Hll. Barbara und Margarethe, 1903/04 am rechten Seitenaltar der Pfarrkirche hl. Martin in Häselgehr
- Relief Maria mit Papst Leo XIII., um 1900 im rechten Seitenschiff der Pfarrkirche hl. Martin in Innervillgraten
- Figur Herz Jesu, um 1900 in einer Nische des Langhauses der Pfarrkirche Mariahilf in Hollbruck in Kartitsch
- Neugotischer Hochaltar, Seitenaltäre und Kanzel mit Reliefs und reicher Maßwerkschnitzerei, um 1900 in der Pfarrkirche hl. Jakobus der Ältere in Kauns
- Figuren Hll. Katharina und Margarethe, Hll. Johannes Evangelist und Johannes der Täufer, 1906, Pfarrkirche hl. Ulrich in Kirchberg in Tirol
- Hochaltar um 1915, linker Seitenaltar von 1924, rechter Seitenaltar von 1923, nach Entwurf, in der Pfarrkirche hl. Michael in Leisach
- Halbfigur Gottvater, Statuen Hll. Johannes der Täufer und Antonius von Padua aus 1909 in der Spitalskirche hl. Geist in Matrei am Brenner
- Sieben Heiligenstatuen in der Pfarrkirche Mariä Himmelfahrt in Untermieming in Mieming
- Madonnenrelief aus 1909 in der Taxerkapelle in Mutters
- Figuren im Hochaltar und Reliefs an der Kanzel aus 1909 in der Pfarrkirche hl. Michael in Natters
- Geschnitzte Kreuzgruppe aus 1912/1913 in der Apsisnische der Neuen Pfarrkirche Navis
- Holzreliefs aus 1913, links Opfer Abrahams und rechts Melchisedechs, an den Chorschrägen der Alten Pfarrkirche Navis
- Figurenschrein mit Statue Maria Immaculata aus 1903 in der Pfarrkirche Obsteig
- Krippenrelief für die Weihnachtszeit aus 1903 in der Pfarrkirche hl. Josef in Schmirn
- Hochaltarreliefs aus 1884 in der Pfarrkirche hl. Ulrich in Tarrenz
- Altar aus dem Anfang des 20. Jahrhunderts in der Hauskapelle der von 1951 bis 1953 errichteten Schule in Wattenberg
- Hochaltar als Flügelaltar im Stil der Neo-Renaissance aus 1907 in der Pfarrkirche hl. Johannes Evangelist in Wenns
- Mittelrelief Hll. Sixtus und Oswald aus 1900 am barocken Hochaltar aus 1676 in der Pfarrkirche hl. Sixtus in Niederau in Wildschönau